# Élisa Fleury
Élisa Fleury (10 février 1795 à Paris - 28 décembre 1862 à Paris) est une poétesse, chansonnière et goguettière française. Elle fut jadis très célèbre dans les goguettes.
En 1834, elle est l'unique femme admise dans la célèbre goguette de la Lice chansonnière.
En 1846, elle est membre du groupe de 39 chansonniers de goguettes qui rédigent collectivement les Cent et une petites misères, Œuvre sociale, rédigée par les meilleurs chansonniers de l'époque, Sous la Direction de MM. Charles Gille, Adolphe Letac et Eugène Berthier, Fondateurs. Une très longue chanson comique à chanter sur l'air de Calpigi ou On dit que je suis sans malice. Elle est composée de 101 couplets signés et finissant tous, avec de légères variations, par : « Ça d'vait bien l'gêner su' l'moment ». Élisa Fleury signe les couplets 9, 21 et 75.
L’Académie française lui décerne le prix Lambert en 1860.

## Une célébrité oubliée
Joseph Darcier a mis en musique son poème Marceline.
Certaines des chansons d'Élisa Fleury furent célèbres. Présentant l'une de celles-ci, mise en musique par Paul Henrion, Eugène Baillet écrit :

« Nous connaissons tous une ravissante chanson, que Villé, un artiste de beaucoup de talent, chante souvent aux soirées classiques de l'Éden-Concert : le Réveil-Matin ; toute la France le sait. »

Présentant une autre chanson, L'Artisan et les oiseaux, Eugène Baillet écrit :

« Voici encore une de ses jolies chansons qui a été fredonnée un peu partout. »

L'œuvre et la vie d'Élisa Fleury sont à présent oubliées par le grand public.

## Biographie
Eugène Baillet écrit en 1898 :
« 
Comme je l'ai dit, Mme Élisa Fleury était née à Paris, le 10 février 1795. Elle était, par sa mère, la petite-fille de Vadé, non devant la loi, mais devant la nature. Vadé eut un fils naturel qui se maria et devint le père de la mère à Mme Fleury. Il n'était donc pas étonnant qu'elle eût le caractère enjoué et qu'elle fût d'un naturel caustique, elle savait de qui tenir.
Vers sa douzième année, une voisine intelligente, dont elle ne parlait qu'avec des larmes dans la voix, lui apprit à écrire – elle savait lire – et la prit comme apprentie de son métier de brodeuse, métier lucratif en ce temps-là.
La jeune fille devint bonne ouvrière ; elle demeura avec sa mère, qu'elle aidait de son travail, jusqu'en 1821. Un prétendant à sa main se présenta : il fut accepté. Mais ce mariage ne fut pas heureux, le mari manquait de conduite, il fallut se séparer. Déjà Élisa avait aligné des rimes, mais pour elle seule.
Une circonstance se présenta qui lui fournit un emploi au théâtre des Variétés. Voilà cette jeune femme enjouée au milieu d'un monde d'artistes capables de juger et heureux d'entendre les vers et les couplets quelle écrivait chaque jour.
Ses premières chansons furent applaudies par Vernet, Odry, Brunet, Lefèvre et autres joyeux artistes de ce bon temps où le vaudeville plein de rire et d'esprit eut tant de succès.
Mais un jour la direction du théâtre des Variétés changea. L'emploi d'Élisa Fleury fut supprimé. Reprendre l'aiguille et le chemin de l'atelier était le moyen le plus honnête de se tirer d'affaire : c'est ce que fit Élisa Fleury. Puis, à quelque temps de là, nous la voyons femme de confiance dans une maison bourgeoise. Ses « maîtres », c'est le terme consacré, sont des gens intelligents et de bonnes manières – elle est matériellement heureuse – mais elle ne sent pas moins le collier si lourd de la domesticité qui lui  pèse. Alors elle écrit, et, croyante, elle exprime en bons vers les pensées consolatrices de la vie future, comme opposition à sa vie présente :
Oui j'ai besoin qu'une riante image

Vienne parfois retremper mes esprits. 

Quand les chagrins énervent mon courage 

J'élève au ciel mes regards attendris. 

Pauvre isolée, au bonheur étrangère, 

Oui, l'amitié me tend les bras... 

Je reverrai mes amis et ma mère : 

C'est mon espoir, ne le détruisez pas ! 

Quand fatigués de la misère humaine 

Nous murmurons contre un destin fatal, 

Si nous cédons à l'envie, à la haine,

D'où vient la voix qui nous dit : tu fais mal ?

L'homme de bien, fort de sa conscience,

S'il a lutté, peut sourire au trépas...

Il est au ciel un Dieu qui récompense :

C'est mon espoir, ne le détruisez pas !
Vers 1832 Mme Fleury reprend son aiguille de brodeuse pour ne plus la quitter. En 1834 elle se présenta à la Lice chansonnière, une société littéraire et chantante qui venait de se former et comptait parmi ses membres les plus joyeux et les meilleurs chansonniers de ce temps.
Mais une femme, une seule, dans une société d'hommes ! Les sociétaires étaient fort embarrassés. Le règlement n'avait pas prévu ce cas. Mme Fleury vint un soir à une réunion et dit : « Messieurs, acceptez-moi, je suis un bon garçon et il n'y aura qu'un camarade de plus parmi vous. » Elle fut admise par acclamation et, pendant vingt-huit ans, c'est-à-dire jusqu'à sa mort, le 28 décembre 1862, elle a tenu parole. Élisa Fleury n'était ni jolie ni coquette : elle avait des traits masculins ; seuls ses yeux étaient beaux d'expression et d'intelligence. Quant à sa toilette, c'était la grande simplicité des ouvrières de 1840. Elle figure au milieu du groupe de la Lice chansonnière de 1862, coiffée de son beau bonnet des dimanches.
Comme on l'a vu, Élisa Fleury eut l'existence mouvementée et parfois très dure des femmes du peuple. Dans ses dernières années elle gagnait péniblement sa vie, cependant elle vivait de peu. Quand le travail manquait elle devenait morose et soucieuse ; mais devant un visage ami, une bonne parole, sa philosophie reprenait le dessus, puis elle confiait ses peines à la fée Poésie et cela lui procurait la consolation et le courage.
Les œuvres de Mme Élisa Fleury se composent de plusieurs poèmes intitulés : Veillées chez ma grand-mère ; le Havre, et d'une cinquantaine de chansons. Une partie en a été réunie en un volume-album publié en 1854 chez l'éditeur-artiste Gabriel de Gonet. L'autre partie se trouve dans les volumes de la Lice chansonnière et dans les Poésies sociales des ouvriers.
Ce bagage littéraire est important quand on pense que son auteur l'a produit au milieu de la perpétuelle lutte pour la vie.
 »

## L'hommage du Dîner des Vendanges en janvier 1863
Après la mort d'Élisa Fleury, son unique membre féminine, survenue le 28 décembre 1862, la Lice chansonnière, qui porte à ce moment le nom du Dîner des Vendanges, annule son banquet de janvier 1863 en signe de deuil :

« Le banquet du mois de janvier n'a pas eu lieu. La société s'est fait un devoir de témoigner, en suspendant ses joyeux flon-flons, le regret que lui inspire la perte de madame Fleury, l'ouvrière-poëte, décédée le 28 décembre dernier. Peu de femmes ont réuni à un degré égal la bienveillance du caractère et l'élévation du talent. C'était pour le public un auteur, et pour nous un camarade. »

## Portrait d'Élisa Fleury âgée (extrait)
Henri Maréchal publie cette description en 1907. Élisa Fleury est morte en 1862 quand Henri Maréchal avait 20 ans. Il s'agit donc ici de souvenirs anciens que le temps a peut-être déformé :

« Toujours dans le même milieu, je fis encore la connaissance d'Élisa Fleury, poète bien oubliée aujourd'hui, mais dont la grande presse d'alors s'occupa souvent avec un vif intérêt.
C'était une septuagénaire sans autres ressources que son aiguille. A l'exemple de Mme Desbordes-Valmore, elle brodait des fleurs que son entourage lui achetait.
D'une philosophie souriante, en dépit de sa détresse et de ses infirmités, on la recherchait pour son esprit aimable et primesautier. On l'invitait à dîner – un peu à la manière des musiciens – pour amuser les gens ensuite. Alors elle disait ses vers avec un accent, une physionomie qui la transfigurait.
Elle ne s'attardait pas à l'églogue ou à l'idylle, mais à des scènes vécues chez les pauvres gens. Poète réaliste, avant que le mot fût à la mode, elle avait regardé autour d'elle, enchâssant dans un vers, souvent avec bonheur, les larmes répandues ou le sanglot surpris. »

## Quelques œuvres
- Au chansonnier, Le Havre, deux poèmes, 1841[13].
- L'Artisan et les oiseaux, chanson sur l'air de Je n'irai pas à la cour de Charles Gille[14]. Cette chanson a obtenu le premier prix au concours de la Lice chansonnière de novembre 1842.
- Un coup d'œil sur Le Havre, poème[15], imprimerie de J. Juteau, Paris 1843, In-18, 8 pages.
- Album de poésies et chansons, seconde édition, imprimerie de S. Raçon, Paris 1858, In-8e, 60 pages.

## La mort d'Élisa Fleury, sa tombe au cimetière Montmartre
Élisa Fleury était née Marguerite-Élisabeth Pinon, elle avait épousé Frédéric Fleury le 22 mai 1831 à Paris, (Saint-Nicolas des Champs), son acte de décès est le 29 décembre 1862 à Paris 10e, sur son acte de décès, (sans sa filiation), elle est brodeuse, domiciliée 30, rue du faubourg Saint-Martin.
Elle est inhumée le 30 décembre 1862 au cimetière de Montmartre, dans une tombe provisoire puis dans la 8e division, 3e ligne, n° 7, concession n° 757C-1863, le 29 octobre 1863. Le peintre Brascassat sera inhumé dans une tombe voisine (3e ligne, n° 4) en 1867.
Théophile Astrié décrit sa tombe :

« Fleury Élisa - Auteur de poésies et chansons, dédiées en partie aux travailleurs.

Mausolée d’une originalité charmante : la tête d’une bonne vieille femme apparaît à une fenêtre sur le rebord de laquelle sont posés des oiseaux.! »

Ce mausolée n’existe plus, mais il reste des tombes anonymes, la tombe du peintre Brascassat a été reprise, pour situer la tombe : 8e division, chemin Saint-Nicolas, début du chemin côté sud, sachant que la chapelle du couturier Paul Poiret est en 8e division, 1ère ligne, n° 1, chemin Saint-Nicolas.